# Iglesia Evangélica Alemana en Bohemia, Moravia y Silesia

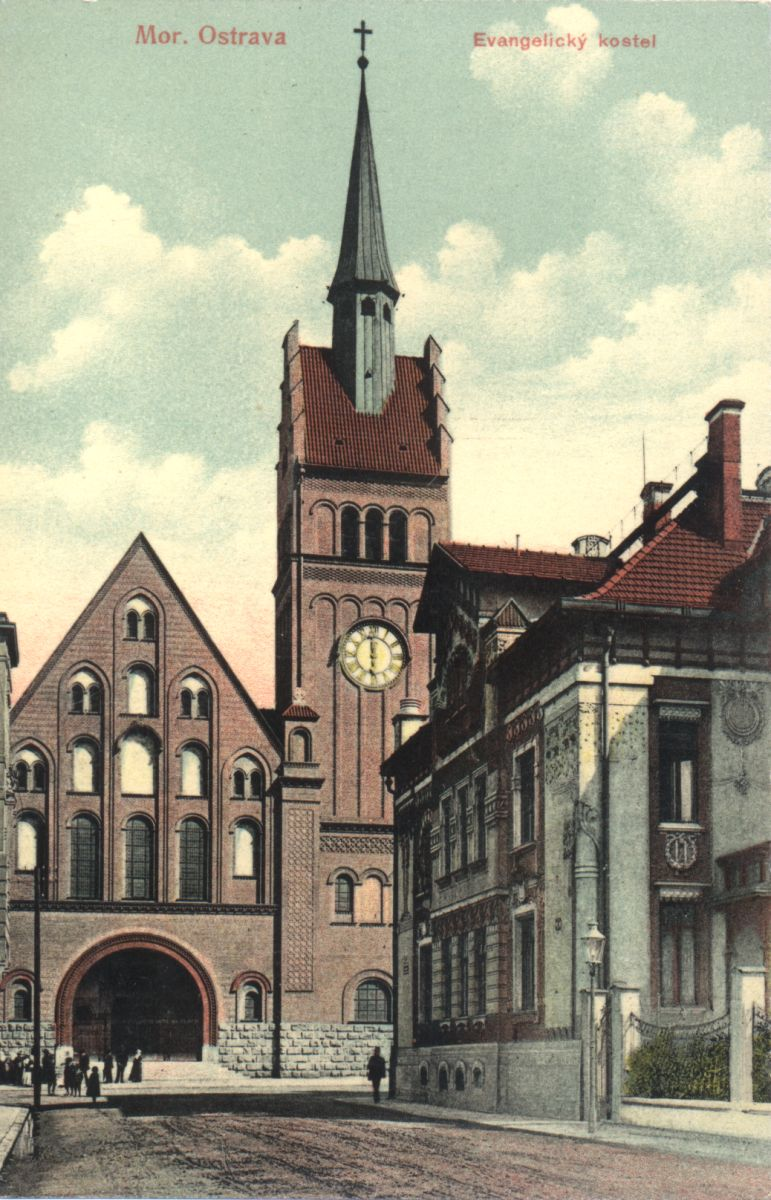
Pintura de la Iglesia Evangélica Alemana de Ostrava

La Iglesia Evangélica Alemana en Bohemia, Moravia y Silesia (alemán: Deutsche Evangelische Kirche in Böhmen, Mähren und Schlesien) fue una iglesia de confesión luterana en las regiones históricas de Bohemia, Moravia y Silesia, pertenecientes a los países checos que conforman la actual República Checa.

## Historia
El 4 de marzo de 1919, una manifestación pacífica realizada por alemanes étnicos de los territorios de Bohemia, Moravia y Silesia, quienes pedían un mayor derecho a autodeterminación, marcó el inicio de una serie de cambios en favor de los alemanes, considerados como una minoría étnica dentro de la recién fundada Checoslovaquia, en los territorios que habían formado parte del Imperio austrohúngaro. La iglesia fue fundada en su primer Congreso Eclesiástico (Kirchentag), celebrado entre el 25 y 26 de octubre de 1919 en la Christuskirche, también conocida como la Iglesia Verde, ubicada en el barrio de Turn (hoy Trnovany), en Teplice, al norte de la actual Chequia. Sus miembros eran en su mayoría alemanes de los Sudetes. Esta iglesia fue dirigida por su primer presidente y pastor, Erich Wehrenfennig (1872-1968). Al año siguiente, la iglesia ya contaba con 115 mil miembros registrados oficialmente, repartidos en 59 comunidades, 3 congregaciones filiales, 126 estaciones de predicación, las cuales se dividían en 6 distritos eclesiásticos:
- Distrito Eclesiástico de Ascher (30.800 almas, 3 congregaciones y 2 estaciones de predicación)

- Distrito eclesiástico de Bohemia Occidental (13.578 almas, 12 congregaciones y 39 parroquias)

- Distrito eclesiástico de Bohemia Central (22.410 almas, 11 parroquias y 29 parroquias)

- Distrito eclesiástico de Bohemia Oriental (17.917 almas, 13 congregaciones y 30 parroquias)

- Distrito Eclesiástico de Silesia (16.196 almas, 9 congregaciones y  6 estaciones de predicación)

- Distrito de la Iglesia Morava (14.350 almas, 11 parroquias, y 20 parroquias)

En 1930 la Iglesia contaba con 130.000 miembros, en su mayoría bohemios y moravos alemanes, pero también casi 6.000 checos y eslovacos, 3.000 polacos (principalmente en la Silesia de Cieszyn).
Al término de la Segunda Guerra Mundial y una vez ya restablecida Checoslovaquia como país, la existencia legal de esta iglesia terminó tras ser disuelta por decreto del presidente Edvard Beneš el 6 de mayo de 1948, con efecto retroactivo al 4 de mayo de 1945, por ser considerados como colaboradores con las autoridades del Protectorado de Bohemia y Moravia, lo que trajo como consecuencia la expulsión de alemanes de Checoslovaquia. Muchos de los edificios de la iglesia pertenecen ahora a la Hermandad de Moravia y a la Iglesia Husita Checoslovaca. 

## Galería
La siguiente es una galería de las iglesias construidas por la Iglesia Evangélica Alemana en Bohemia, Moravia y Silesia que aún se conservan en pie y que en la actualidad pertenecen a otras denominaciones del protestantismo checo: 

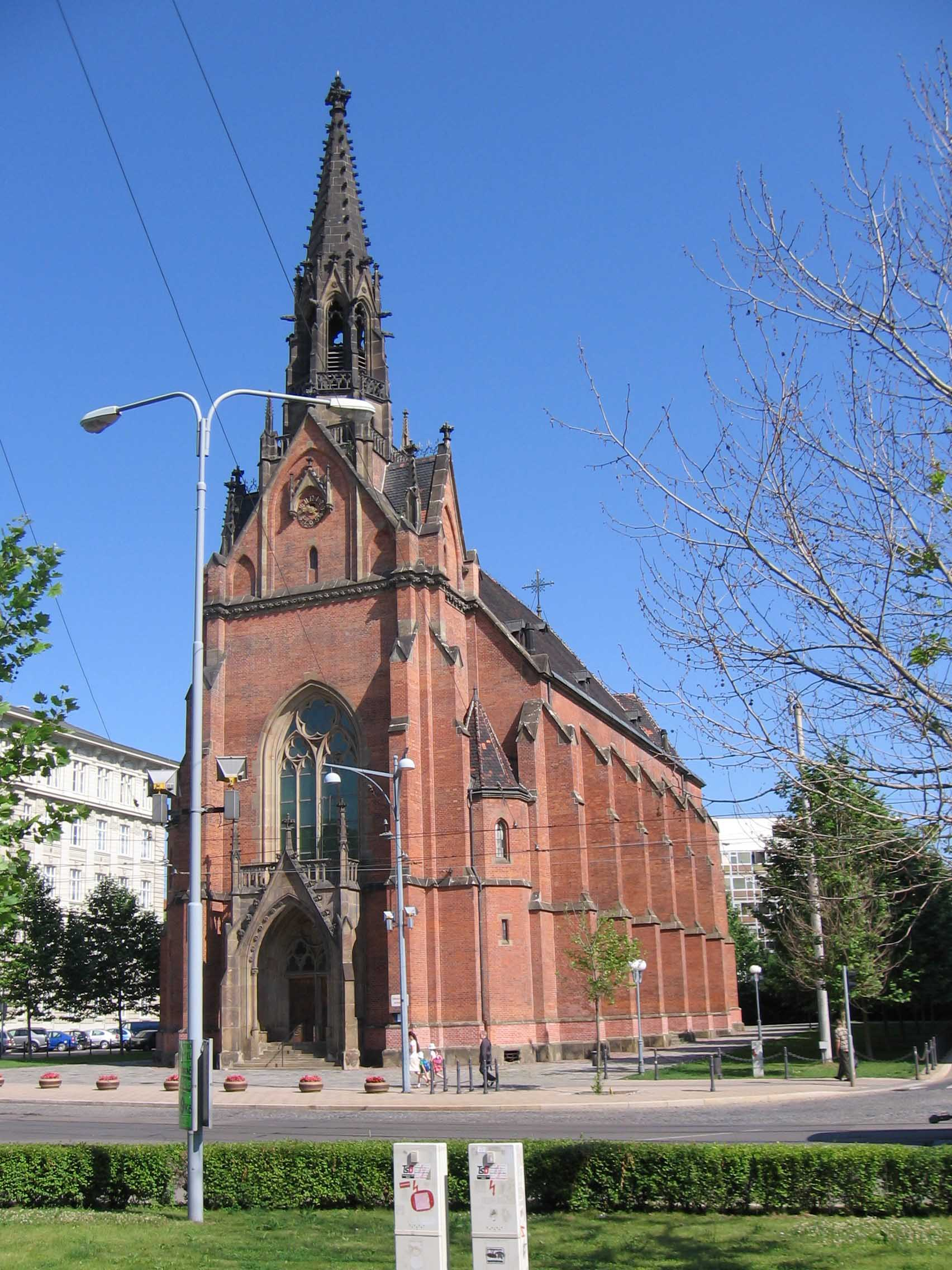
Iglesia de Brno
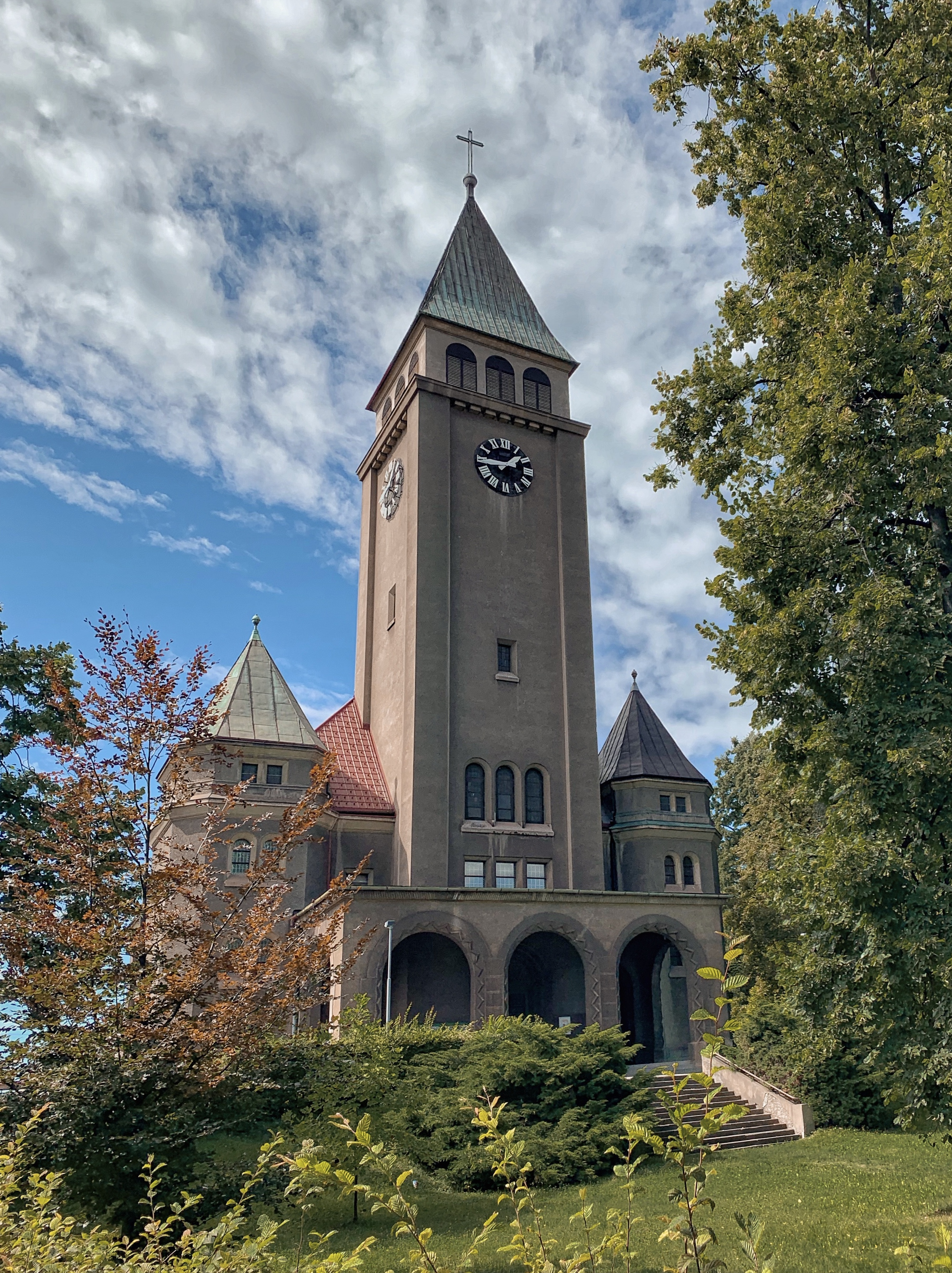
Iglesia de Český Těšín
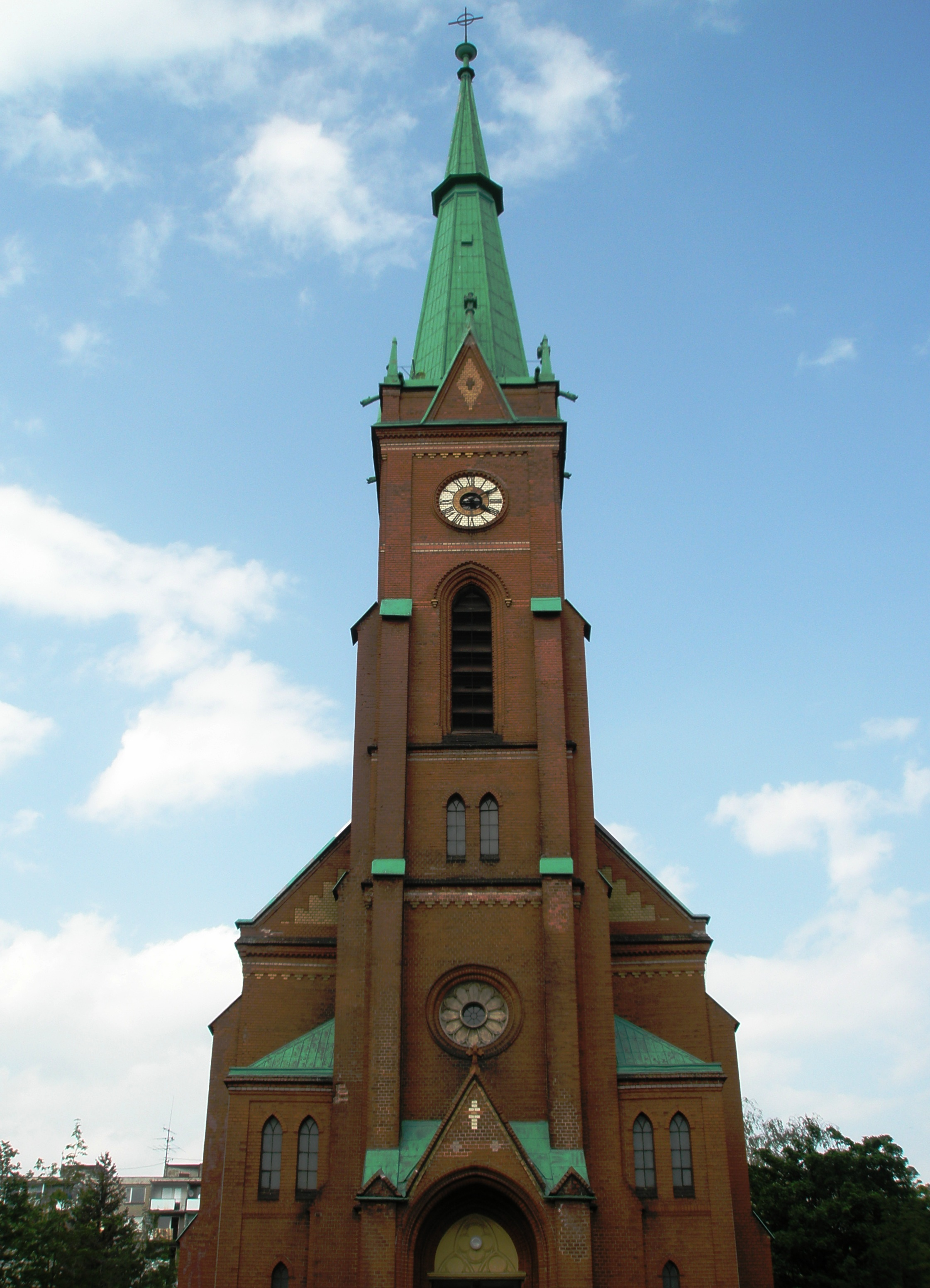
Iglesia de Frýdek-Místek
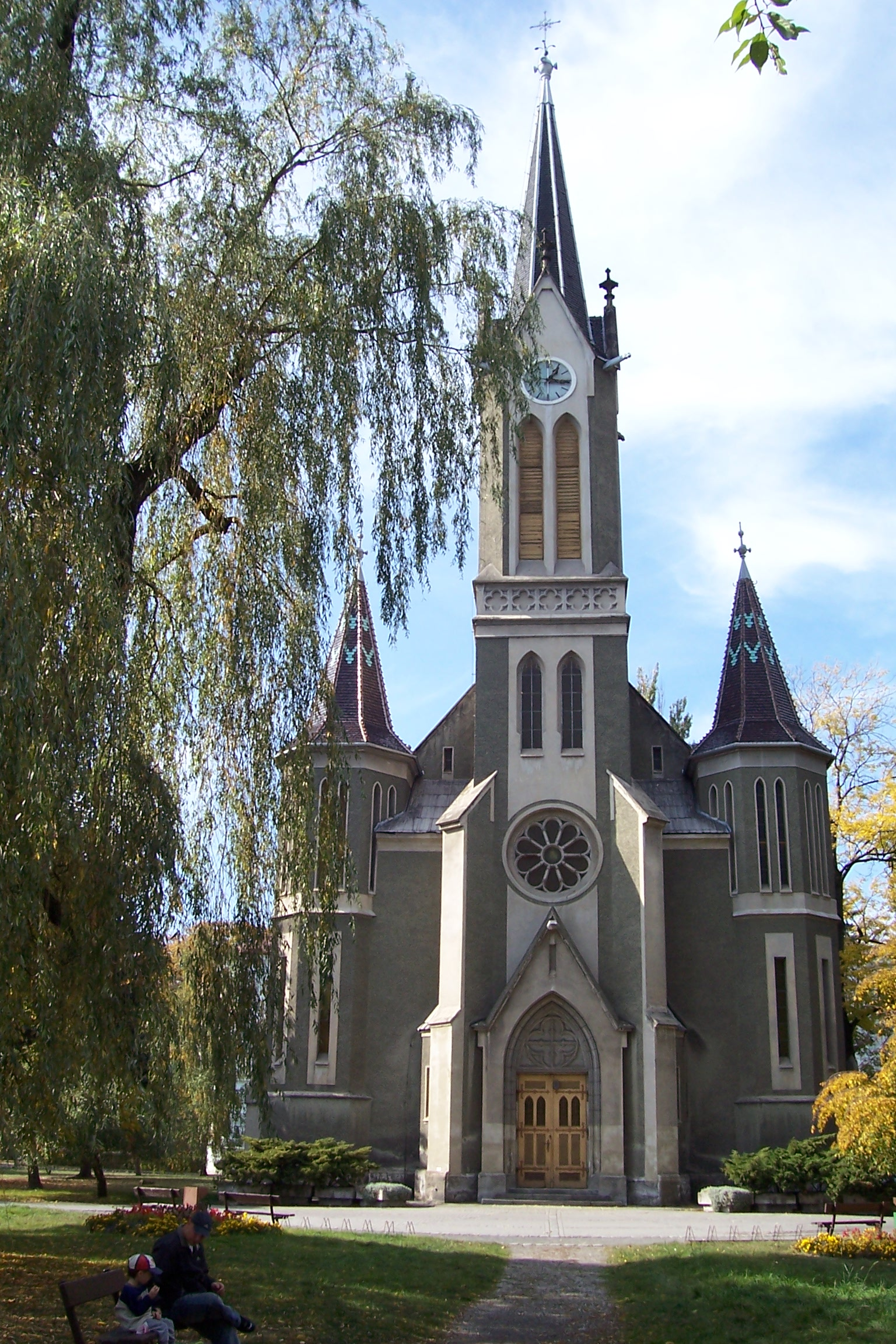
Iglesia de Krnov
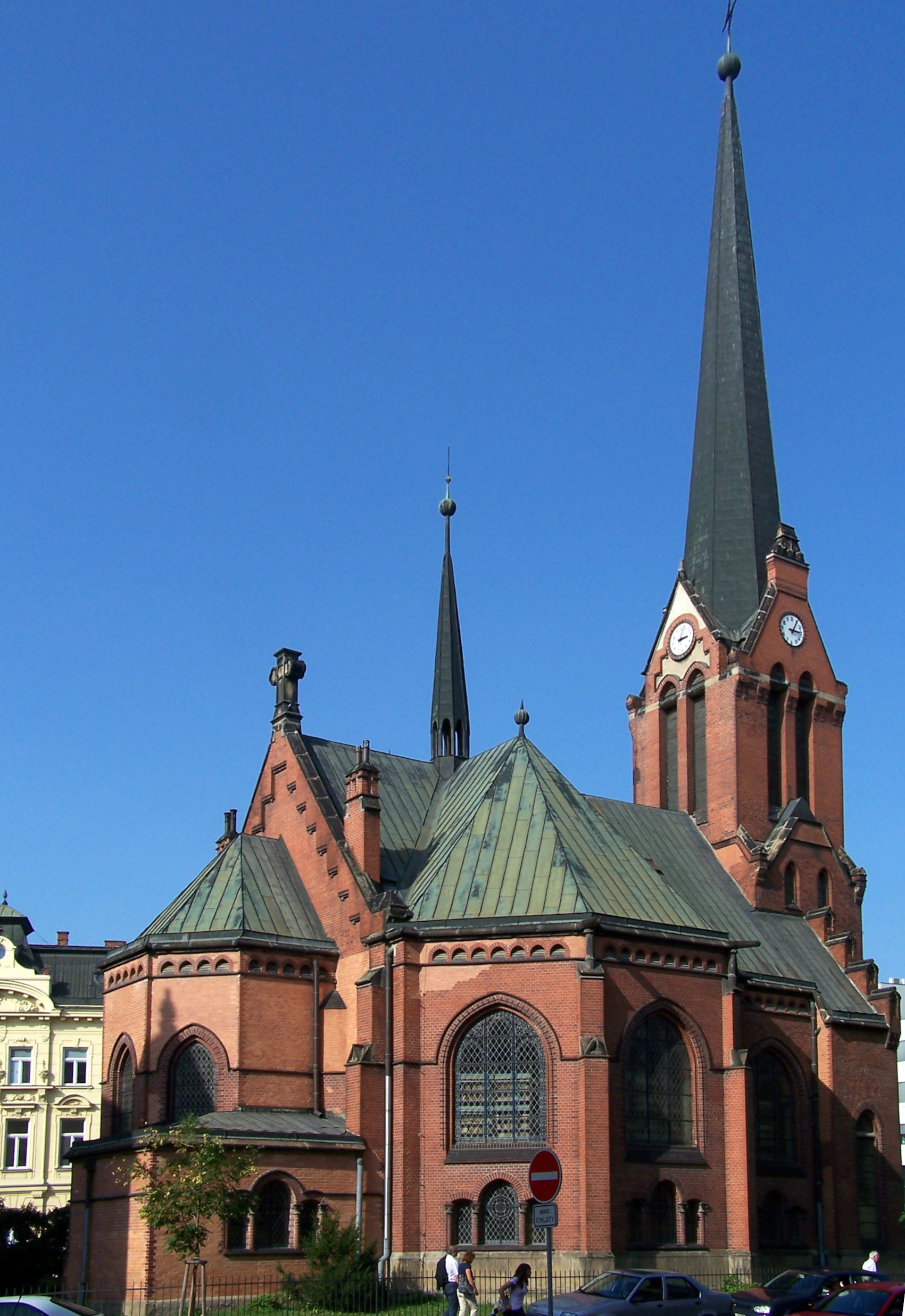
Iglesia de Olomouc
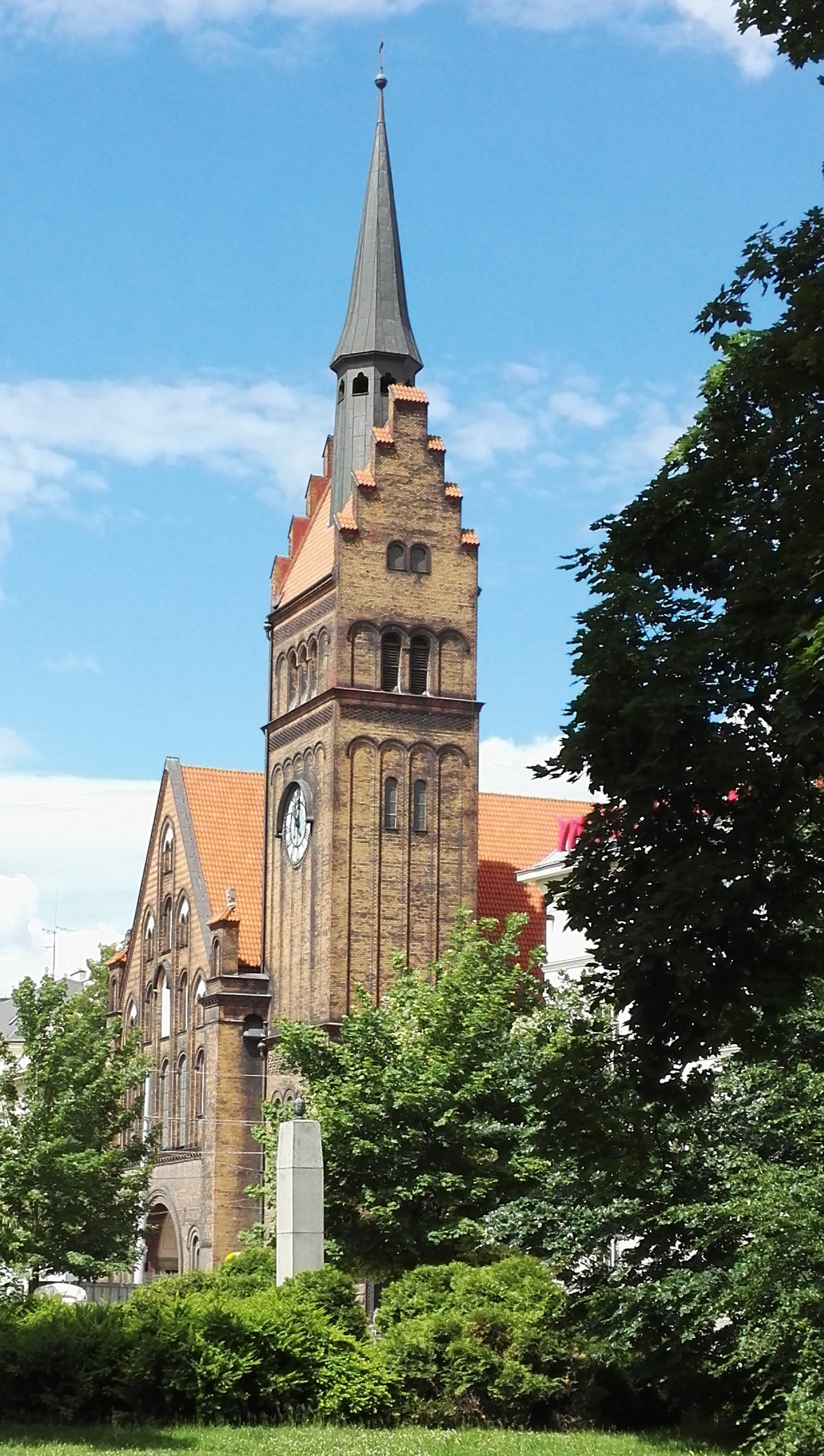
Iglesia de Ostrava
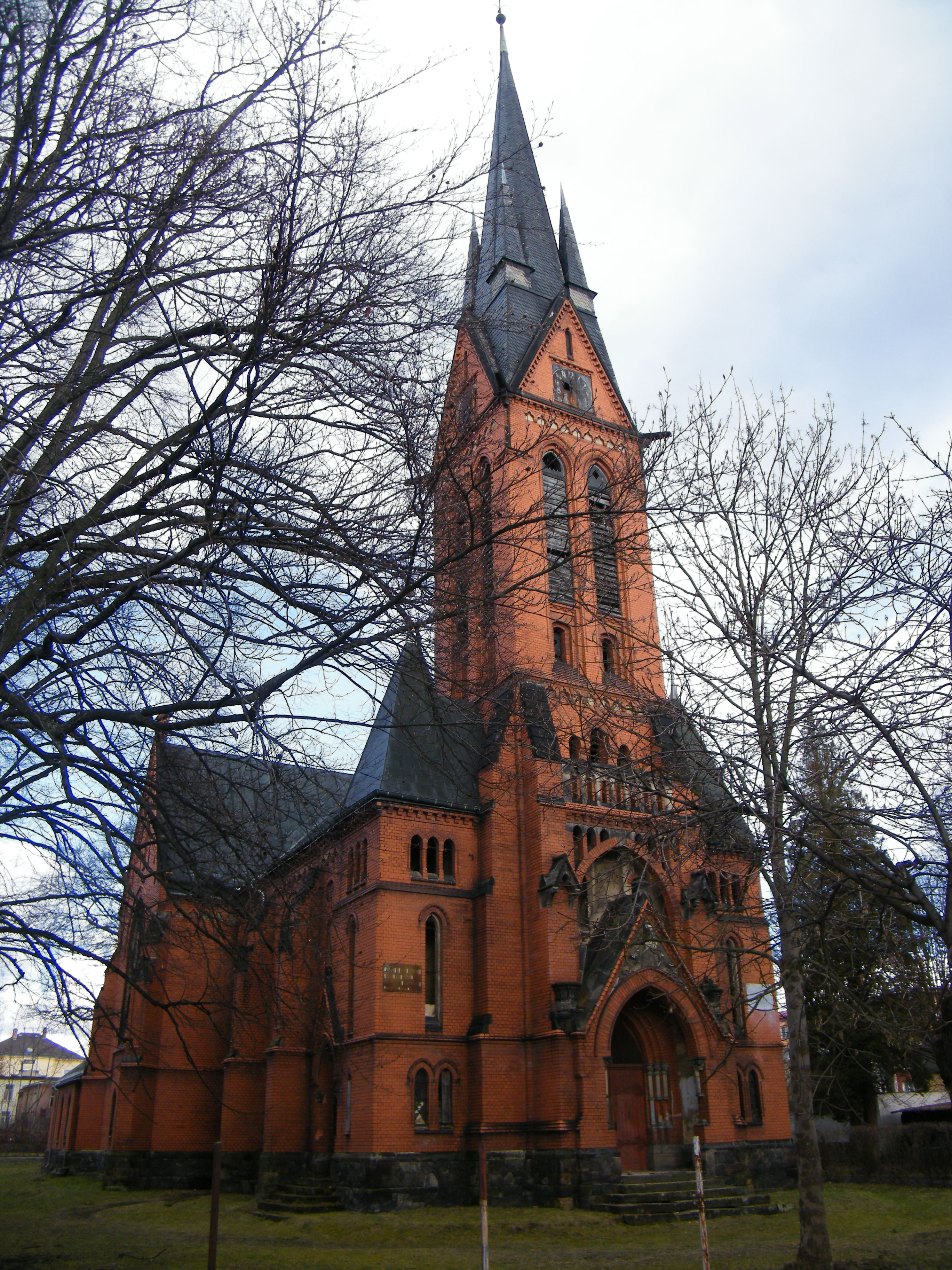
Iglesia de Varnsdorf